# Alfred Kordelin
Alfred Kordelin (* 6. November 1868 in Rauma; † 7. November 1917 in Mommila, Hausjärvi) war einer der erfolgreichsten finnischen Unternehmer vor der Unabhängigkeit Finnlands.

## Leben und Werk
Alfred Kordelin wurde als Sohn eines finnischsprachigen Seemanns geboren und wuchs in ärmlichen Verhältnissen auf. Er erhielt kaum eine formale Bildung. Durch geglückte Investitionen in die Textilindustrie, in den Schiffbau sowie in die metallverarbeitende Industrie gelangte er zu großem Reichtum. Später war er auch als Reeder tätig.
Alfred Kordelin war am Ende seines Lebens durch sein wirtschaftliches Gespür und seine unermüdliche Schaffenskraft einer der wohlhabendsten Unternehmer Finnlands geworden. Daneben machte er sich als Kunst- und Kulturmäzen einen Namen. Sein Anwalt und Ratgeber war der spätere finnische Staatspräsident Risto Ryti.
Alfred Kordelin ließ unter anderem die Anwesen von Mommila, Jokioinen und Kultaranta erbauen. Letzteres dient heute als Sommerresidenz des finnischen Staatspräsidenten.

## Kordelins Tod
Kordelin wurde in einem Hinterhalt im Dorf Mommila in Hausjärvi ermordet. Ein russischer Matrose erschoss ihn, als eine finnische Soldatengruppe ihn von seinen russischen Entführern zu befreien versuchte.

## Alfred-Kordelin-Stiftung
Kordelin blieb in seinem Leben unverheiratet und hinterließ keine Kinder. Er vermachte sein Erbe einer 1918 gegründeten finnischen Kulturstiftung (Alfred Kordelinin säätiö), die bis heute Stipendien im Bereich Literatur, Wissenschaft, Kunst und Bildung vergibt.